# TV Girl
TV Girl — американская инди-поп группа из Сан-Диего, Калифорния, состоящая из Брэда Питеринга, Джейсона Ваймана и Уятта Хармона. На данный момент группа базируется в Лос-Анджелесе.
Группа выпустила свой дебютный мини-альбом в 2010 году и микстейп в 2012 году. За этим последовал дебютный студийный альбом French Exit в 2014 году. Их второй альбом Who Really Cares был выпущен в 2016 году. Группа получила наибольшую известность примерно в 2021 году благодаря первым двум студийным альбомам. В 2018 и 2023 годах последовали другие альбомы, а также совместные альбомы и мини-альбомы.

## История
В первые годы существования TV Girl, Трунг Нго был одним из солистов группы. В 2010 группа выпустила свой дебютный одноименный мини-альбом, в который вошла их песня «If You Want It», в которой они использовали семплы из сольной версии песни Тодда Рандгрена «Hello It's Me». В 2011 году по требованию Rhino Entertainment, обладавшими полными правами на оригинальную песню, песня была удалена со страницы группы на Bandcamp.
В том же году группа выпустила еще один мини-альбом, Benny and the Jetts, в который вошли такие песни, как «Benny and the Jetts» и «Your Own Religion». В мае 2012 года был выпущен их дебютный полноформатный микстейп The Wild, The Innocent, The TV Shuffle. Микстейп должен был стать их дебютным студийным альбомом, но Петеринг и Нго посчитали, что более уместно оставить это микстейпом. В то же время были выпущены такие синглы, как «Girls Like Me», «Diet-Coke» и «Average Guy (Blame)».
Их второй сборник, Our First 2 EPs, представляет собой переиздание их первых двух мини-альбомов, включая удаленный трек из их дебютного мини-альбома. После выпуска сборника в 2013 году был выпущен их третий мини-альбом Lonely Women. Мини-альбом также был выпущен на потоковых платформах, но не привлек столько внимания примерно до 2014 года. После ухода Трунга Нго из группы, основным солистом стал Брэд Питеринг.
В 2014 году вышел дебютный студийный альбом French Exit, с которого началась новая эра группы. Альбом содержит «12 песен о потерянной страсти, слишком большой любви и недостаточном количестве». Он получил положительные отзывы, журнал Bandwagon назвал его «поразительно солидным», а журнал The Daily Targum «одним из самых ярких инди-поп альбомов [2010-х]». Альбом получил популярность несколько лет спустя, как и их последующий альбом Who Really Cares.
В 2015 году была выпущена компиляция/переиздание первых трех расширенных альбомов группы, Our First 3 EPs, в который также вошёл сингл «Girls Like Me» и три демо-записи. Это был их последний альбом-компиляция, включающий в себя прошлые проекты. В 2015 году группа выпустила сингл «Natalie Wood».
В 2018 году TV Girl выпустила совместный альбом с Мэдисон Эйсид, Maddie Acid's Purple Hearts Club Band. 8 мая того же года вышел третий студийный альбом Death of a Party Girl, в который вошли такие песни, как «Blue Hair» и «Cynical One», на обе из которых были сняты клипы.
1 мая 2020 года группа выпустила свой четвертый расширенный сборник  The Night in Question: French Exit Outtakes, в который вошли песни, записанные во время работы над French Exit и не вошедшие в финальный релиз альбома. 13 августа 2020 года был выпущен альбом Aestheticadelica, который является совместным альбомом Bloodbath64 и TV Girl.
13 октября 2021 года группа объявила о выпуске совместного мини-альбома с американской исполнительницей Джорданой под названием Summer's Over
16 мая 2023 года группа объявила о выпуске нового альбома. Альбом был выпущен 30 июня 2023 года под названием Grapes Upon the Vine.
6 августа 2024 года группа совместно с George Clanton выпустила два сингла "Summer 2000 baby" И "Take a Trip".
2 декабря 2024 года, TV Girl с George Clanton выпустила альбом "Fauxllennium" В нем насчитывается 7 песен. 

## Артистизм
TV Girl часто использует в своей музыке семплы песен и медиа 1960-х годов. Пример этого можно увидеть в песне «Lovers Rock», где минусовка создана из зацикленного сэмпла вступления к синглу группы The Shirelles "The Dance is Over", что был  выпущен в 1960 году. В публикации на Reddit Петеринг пишет, что «...никогда не устает искать старую и малоизвестную музыку. Я слушаю много музыки и таким образом нахожу нужные мне лупы, мелодии и звуки"..

### Музыкальный стиль и написание песен
Группа представляет собой сложно определяемый жанр: в большинстве ее работ прослеживается вдохновение фьюжн, пландерфоник, инди-поп, lo-fi и электронной музыкой (это заметно в альбомах French Exit, Who Really Cares, Death of a Party Girl и Summer's Over), В то же время в других работах группа использует элементы трип-хопа (особенно в альбомах Who Really Cares и Maddie Acid's Purple Hearts Club Band), а в некоторых случаях и более мейнстримовые черты, связанные с госпелом, гараж-хаусом, фанком и даже джазом (в частности, в альбоме Grapes Upon the Vine). В целом группа презентует себя как «гипнотическая поп-группа», благодаря использованию семплов, клавишных и эффектов реверберации.
В лирическом плане большая часть дискографии TV Girl вращается вокруг любви и отношений. Одним из примеров является песня «Lovers Rock», любовная баллада, названная в честь поджанра регги — любовного рока. Их тематика ностальгическая и грустная, но одновременно саркастическая и юмористическая. Некоторые мотивы в текстах песен включают горе, цинизм, воспоминания, сигареты, волосы, секс, женские имена и одиночество.

## Дискография

### Студийные альбомы
- French Exit (2014)
- Who Really Cares (2016)
- Death of a Party Girl (2018)
- Grapes Upon the Vine (2023)

### Совместные альбомы
- Maddie Acid's Purple Hearts Club Band (2018) (вместе с Мэдисон Эйсид)
- Aestheticadelica (2020) (вместе с Bloodbath64)
- Summer's Over (2021) (вместе с Jordana)
- Ace of Tre (2023) (вместе с Varial Heel)
- Fauxllennium (2024) (вместе с George Clanton)

### Микстейпы
- The Wild, The Innocent, The TV Shuffle (2012)

### Мини-альбомы
- TV Girl (2010)
- Benny and the Jetts (2011)
- Lonely Women (2013)
- The Night in Question: French Exit Outtakes (2020)

### Синглы
- «Girls Like Me» (2011)
- «Diet-Coke» (2012)
- «She Smokes in Bed» (2013)
- «Natalie Wood» (2015)
- «Average Guy (Blame)» (2013) (переиздан в 2023)
- «Summer 2000 Baby» (2024)
- «Take a Trip» (2024)

### Демо
- Blurry Girls (демо, неизданные песни и другие эфемеры) (2012)[10]

### Продюсированные альбомы
- Посмертный выпуск (2013) (от Coma Cinema)[11]
- Ace Of Tre (2023) (от Varial Heel)